# Paweł Barański (duchowny)
Paweł Ambroży Barański CSSp (ur. 7 grudnia 1885 w Janowie Miejskim, zm. 16 lipca 1942 w KL Dachau) – Sługa Boży Kościoła katolickiego, polski duchowny rzymskokatolicki i misjonarz ze Zgromadzenia Ducha Świętego. Więziony w obozach koncentracyjnych, zamęczony w KL Dachau.

## Życiorys
Urodził się w Janowie Miejskim (obecnie dzielnicy Mysłowic) na Górnym Śląsku jako syn czworga dzieci Karola i Antoniny z domu Cichy. Po skończeniu z wyróżnieniem gimnazjum w Belgii, prowadzonego przez Zgromadzenie Ducha Św., wstąpił do Seminarium Ducha Świętego w Chevilly pod Paryżem. Tutaj 28 października 1910 otrzymał święcenia kapłańskie i po skończonym nowicjacie udał się do Sierra Leone. W Pujehun samodzielnie prowadził misję, przez kilka lat ewangelizując mieszkańców Afryki i budując m.in. kościół, szkołę. Dał się poznać jako dobry organizator, budowniczy, za co został doceniony przez brytyjskiego gubernatora. W 1919 wrócił do Europy i do rodzinnego Górnego Śląska, gdzie w 1921 wziął udział w Plebiscycie. Przed wybuchem II wojny światowej działał w Bydgoszczy i w Chełmszczonce, pracując w internacie z młodzieżą.
15 listopada 1939 ojciec Paweł Barański został aresztowany, pomimo wstawiennictwa miejscowych Niemców i internowany w więzieniu w Koronowie. 11 stycznia 1940, w grupie 50 współwięźniów został wysłany do niemieckiego obozu koncentracyjnego KL Stutthofu, a w dniu 14 grudnia 1941 został wysłany wraz z innymi duchownymi do obozu koncentracyjnego KL Dachau. Po przybyciu otrzymał numer obozowy 22811 i tam zmarł z wycieńczenia fizycznego 16 lipca 1942.

## Proces beatyfikacyjny
Jest jednym z 122 Sług Bożych, wobec których 17 września 2003 rozpoczął się proces beatyfikacyjny drugiej grupy polskich męczenników z okresu II wojny światowej. 24 maja 2011 w Pelplinie zakończył się etap diecezjalny, a wszystkie dokumenty przesłano do Kongregacji Spraw Kanonizacyjnych w Rzymie.